# Янаков, Борислав
Борислав Янаков (род. 16 ноября 1992) — болгарский самбист и дзюдоист, серебряный призёр первенства мира по самбо среди юниоров 2012 года, победитель и призёр первенств Болгарии по дзюдо среди юниоров и молодёжи, чемпион (2013, 2014, 2017, 2019, 2020), серебряный (2012) и бронзовый (2010, 2011, 2015) призёр чемпионатов Болгарии по дзюдо, победитель и призёр международных турниров по самбо и дзюдо, серебряный (2018) и бронзовый (2014, 2015, 2019) призёр чемпионатов Европы по самбо, бронзовый призёр розыгрыша Кубка мира по самбо 2017 года, бронзовый призёр чемпионатов мира 2018 и 2022 годов. Выступал в полулёгкой весовой категории (до 57 кг).